# Marko Andrej Zupan
Marko Andrej Zupan, slovenski kemik, * 15. oktober 1947, Ljubljana.
Zupan je leta 1970 diplomiral na ljubljanski FNT in prav tam 1974 tudi doktoriral.  Leta 1970 se je zaposlil na FKKT v Ljubljani od 1987 kot redni profesor za organsko kemijo. Leta 1972 je postal zunanji sodelavec na Institutu Jožef Stefan in tam v letih 1987−91 vodil laboratorij za organsko kemijo. S sodelavci je objavil okoli 200 znanstvenih del, večinoma v mednarodnih strokovnih revijah in knjigah. Sodeljuje s slovensko kemično in farmacevtsko industrijo, kjer je dosegel več mednarodnih patentov za sinteze zdravilnih učinkovin in formulacije zdravil ter industrijsko proizvodnjo nekaj novih farmacevtskih in kemičnih proizvodov. Leta 2000 je prejel Zoisovo nagrado.